# Ndri Romaric
Christian N’Dri Koffi, közismert becenevén Romaric (Abidjan, 1983. június 4. –) elefántcsontparti labdarúgó, középpályás.

## Pályafutása

### Klubcsapatban
2001 és 2003 között a Mimosas, 2003 és 2005 között a belga Beveren, 2005 és 2008 között a francia Le Mans, 2008 és 2012 között a Sevilla labdarúgója volt. 2011–12-ben kölcsönben az Espanyol csapatában szerepelt. 2012–13-ban a spanyol Real Zaragoza, 2013 és 2015 között a francia SC Bastia, 2015–2016-ban a ciprusi Omónia Lefkoszíasz játékosa volt. 2016-ban az indiai NorthEast United csapatában fejezte be az aktív labdarúgást.

### A válogatottban
2005 és 2013 között 44 alkalommal szerepelt az elefántcsontparti válogatottban és négy gólt szerzett. Részt vett a 2006-os és a 2010-es világbajnokságon.